# فلسر

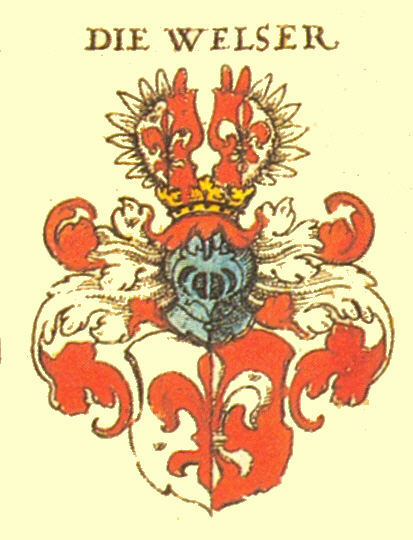

فلسر عائلة مصرفية وتجارية ألمانية، وهي في الأصل عائلة أرستقراطية من أوغسبورغ، والتي حجزت لها مكانة بارزة في مجال التمويل الدولي في القرن السادس عشر كممثلين لكارلوس الخامس ملك إسبانيا وإيطاليا وأرشيدوق النمسا ورأس الإمبراطورية الرومانية المقدسة. شاركتها عائلة فوغر، تسيطر عائلة فلسر على قطاعات كبيرة من الاقتصاد الأوروبي، وقد جمعت ثروة هائلة من خلال التجارة والاستعمار الألماني للأمريكتين. حصلت العائلة على حقوق الاستعمار في مقاطعة فنزويلا من تشارلز الأول ملك إسبانيا في عام 1528، وأصبحو مالكيين وحكام مستعمرة أمريكا الجنوبية لكلاين-فينديج (تقع داخل فنزويلا الحديثة حاليا)، ولكن حرموا من حكمهم في 1556. كانت فلبيني فلسر (1527-1580)، الشهيرة بثقافتها وجمالها متزوجة من الأرشيدوق النمساوي فرديناند الثاني، نجل الإمبراطور فرديناند الأول.
هناك ادعاء ان نسب العائلة ياتي من الجنرال البيزنطي بيليساريوس، العائلة معروفة منذ القرن الثالث عشر. في أوائل عصر الاستكشاف، أسست عائلة فلسر مراكز تجارية في أنتويرب وليون ومدريد ونورمبرغ واشبيلية ولشبونة والبندقية وروما وسانتو دومينغو. لم تمول عائلة فلسر الإمبراطور فحسب، بل مولوا الأوروبيين الآخرين أيضًا. بعد الإصلاح البروتستانتي، بقيت كلتا عائلتي فلسر وفوغر في الكنيسة الكاثوليكية الرومانية.